# Wigowski mit historyczny
Wigowski mit historyczny – deterministyczna koncepcja historiograficzna zgodnie z którą historia  w sposób nieunikniony dąży do coraz większej wolności i oświecenia rodzaju ludzkiego, przy czym ich oznakami mają być demokracja liberalna i konstytucjonalizm. Wigowski mit historyczny wykazuje sporo podobieństw z pruskim mitem „Sonderweg” i z historiografią marksistowską (nieuniknione zwycięstwo rewolucji).
Z historyków i humanistów piszących pod wpływem wigowskiego mitu historycznego można wymienić takie nazwiska jak: George Macaulay Trevelyan, Francis Fukuyama i Paul Johnson, a za przodków tego nurtu mogą być uznani brytyjscy wigowie XVII i XVIII wieku, John Locke i Edmund Burke.